# Lionel Zinsou

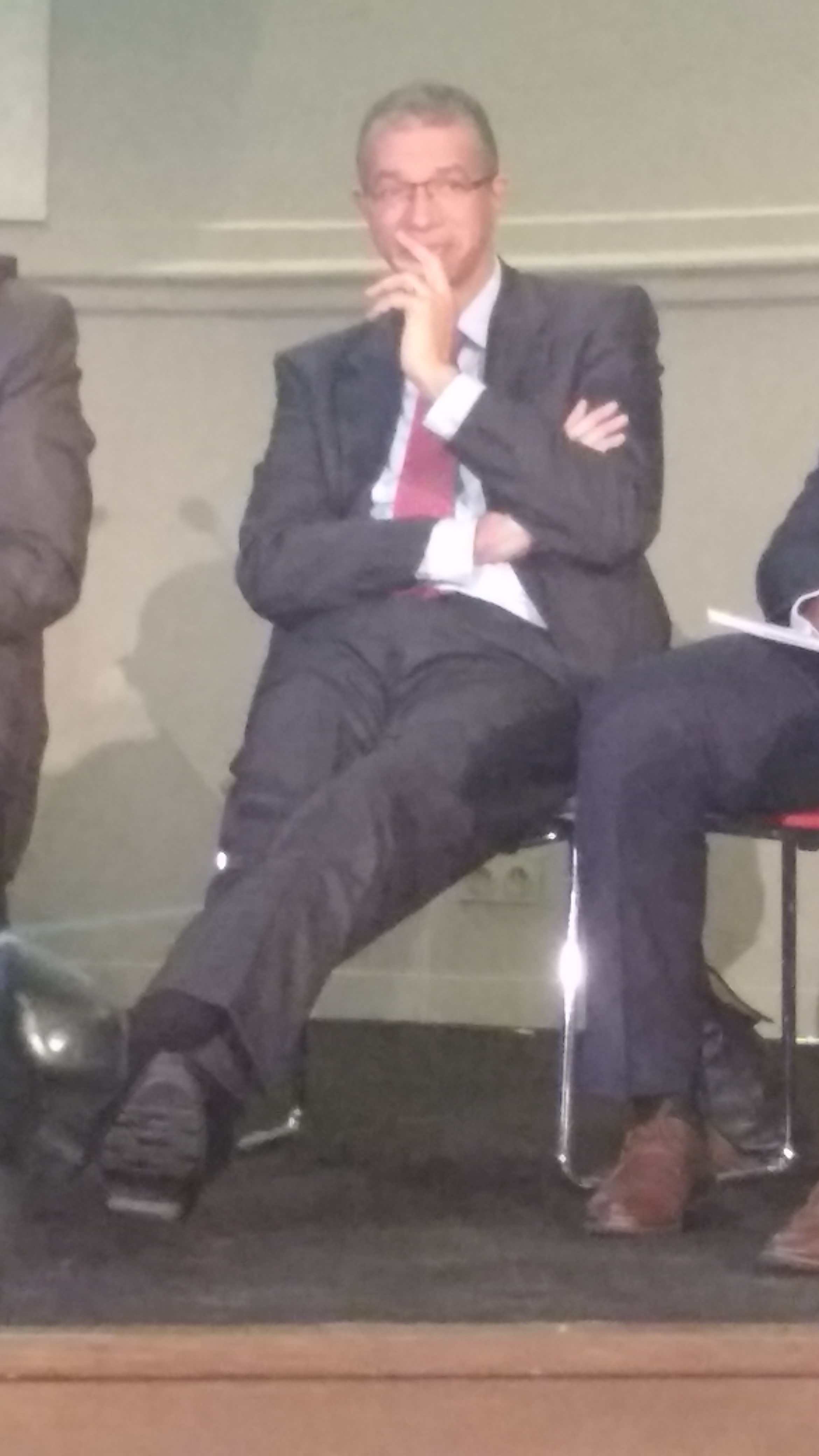
Lionel Zinsou

Lionel Zinsou (* 23. Oktober 1954 in Paris) ist ein französisch-beninischer Ökonom und Investmentbanker. Er war Premierminister von Benin von Juni 2015 bis April 2016.

## Leben
Sein Onkel ist der Politiker Émile Derlin Zinsou. Zinsou studierte an der ENS Paris und an der LSE in London und wirkte als Berater von Laurent Fabius.
Zinsou ist Gründer des Museums für Gegenwartskunst in Ouidah. Von 2006 bis 2011 war er politischer Berater von Boni Yayi. Als Nachfolger von Pascal Koupaki war Zinsou seit 18. Juni 2015 Premierminister Benins. Er ist Mitglied der Partei Forces Cauris pour un Bénin émergent. Im Dezember 2015 wurde Zinsou Opfer eines Helikopterabsturzes; er blieb unverletzt. Bei der Präsidentschaftswahl in Benin 2016 im März erzielte er in der ersten Runde das beste Ergebnis, in der Stichwahl setzte sich dann Patrice Talon durch.